# Callum Keith Rennie
Callum Keith Rennie (Sunderland, Inglaterra, 14 de septiembre de 1960) es un actor canadiense.

## Biografía

### Primeros años
Rennie nació en Sunderland (Tyne y Wear). Cuando tenía cuatro años, sus padres se mudaron de Inglaterra a Canadá. Fue criado en Alberta, siendo el segundo de tres hijos. Empezó a trabajar en una radio universitaria y descubrió la actuación en Edmonton a los 25 años.
Durante más de una década, Rennie tuvo problemas de alcoholismo y en el verano de 1993 se vio envuelto en una pelea. Un trabajador de la construcción lo golpeó haciéndolo atravesar una ventana, y esquirlas de vidrio se incrustaron en el ojo derecho de Rennie.

### Carrera
Rennie ha tenido papeles en series de televisión canadienses como Twitch City, Da Vinci's Inquest y Due South. También ha aparecido en películas como Double Happiness, Curtis's Charm, Hard Core Logo, eXistenZ, Memento, The Five People You Meet in Heaven y Flower & Garnet. Además interpretó un papel recurrente en la serie Battlestar Galactica como el cylon Leoben Conoy.
Ha aparecido como actor invitado en series de televisión como The Outer Limits, Forever Knight, Mutant X y Highlander. Durante la primera temporada de La femme Nikita, actuó en dos episodios, "Gray" y "Choice". También apareció en The X-Files e inicialmente se le ofreció el papel de Alex Krycek. Rennie rechazó el papel, pero más tarde participó en la película The X-Files: I Want to Believe. También tuvo un papel en el episodio de la quinta temporada de Smallville "Fragile". Además, obtuvo un papel recurrente en la segunda temporada de Californication como Lew Ashby. Asimismo, en el año 2010 participó como actor invitado en la octava temporada de 24, interpretando a un traficante de armas ruso.
Actualmente vive en Vancouver.

## Filmografía
Star Trek Discovery (2024)
- Saw VIII (2017)
- Into the Forest (2015)
- Fifty Shades of Grey (2015)
- Sitting on the Edge of Marlene (2014)
- The Young and Prodigious Spivet (2013)
- La tapadera (2012, serie de TV)
- The Killing (2011, serie de TV)
- Trigger (2010)
- Gunless (2010)
- Faith, Fraud & Minimum Wage (2010)
- 24 (2010, serie de TV)
- FlashForward (2010, serie de TV)
- Battlestar Galactica: The Plan (2009, telefilme)
- Shattered (2009, serie de TV)
- Mistresses (2009, serie de TV)
- Harper's Island (2009, serie de TV)
- Case 39 (2009)
- Murder on Her Mind (2008, telefilme)
- Californication (2008-2013, serie de TV)
- The X-Files: I Want to Believe (2008)
- Sleepwalking (2008)
- Normal (2007)
- Tin Man (2007, miniserie)
- The Bionic Woman (2007, serie de TV)
- Silk (2007)
- Butterfly on a Wheel (2007)
- Code Name: The Cleaner (2007)
- The Invisible (2007)
- The L Word (2006, serie de TV)
- Smallville (2006, serie de TV)
- The Hunters (2006, telefilme)
- Unnatural & Accidental (2006)
- Snow Cake (2006)
- Supernatural (2005, serie de TV)
- Whole New Thing (2005)
- Lucid (2005)
- Whiskey Echo (2005, miniserie)
- Shooting Gallery (2005)
- Battlestar Galactica (2004, serie de TV)
- Blade: Trinity (2004)
- The Five People You Meet in Heaven (2004, telefilme)
- H2O (2004, miniserie)
- Wilby Wonderful (2004)
- El efecto mariposa (2004)
- Paycheck (2003)
- Episodio Piloto de Battlestar Galactica (2003)
- Falling Angels (2003)
- Flower & Garnet (2002)
- Now and Forever (2002)
- Slap Shot 2: Breaking the Ice (2002)
- Bliss (2002, serie de TV)
- Torso: The Evelyn Dick Story (2002, telefilme)
- Dice (2001, miniserie)
- Picture Claire (2001)
- Trapped (2001)
- Nature Boy (2000, telefilme)
- Murder Seen (2000, telefilme)
- Memento (2000)
- Suspicious River (2000)
- The Last Stop (2000)
- The Highwayman (2000)
- The Life Before This (1999)
- eXistenZ (1999)
- Last Night (1998)
- Twitch City (1998, serie de TV)
- Tricks (1997, serie de TV)
- Due South (1997-1999, serie de TV)
- Men with Guns (1997)
- Excess Baggage (1997)
- Masterminds (1997)
- Viper (1996, serie de TV)
- Hard Core Logo (1996)
- My Life as a Dog (1996, serie de TV)
- Letters from Home (1996)
- Unforgettable (1996)
- For Those Who Hunt the Wounded Down (1996, telefilme)
- Curtis's Charm (1995)
- The Ranger, the Cook and a Hole in the Sky (1995, telefilme)
- When the Dark Man Calls (1995, telefilme)
- Falling from the Sky: Flight 174 (1995, telefilme)
- Little Criminals (1995, telefilme)
- The Omen (1995, telefilme)
- Timecop (1994)
- Double Happiness (1994)
- Frank's Cock (1994, cortometraje)
- Paris or Somewhere (1994, telefilme)
- The Raffle (1994)
- Still (1994)
- Valentine's Day (1994)
- Purple Toast (1993)